# Bruno Moreira Silva
Bruno Moreira Silva (nacido el 12 de noviembre de 1989) es un futbolista brasileño que se desempeña como centrocampista.
Jugó para clubes como el FC Gifu y FC Suzuka Rampole.

## Trayectoria

### Clubes
| Club              | País   | Año         |
| ----------------- | ------ | ----------- |
| FC Gifu           | Japón  | 2011 - 2012 |
| FC Suzuka Rampole | Brasil | 2012        |
| FC Gifu           | Japón  | 2013        |

## Estadística de carrera

### J. League
| Club    | Año   | J. League | J. League | Copa J. League | Copa J. League | Total | Total |
| Club    | Año   | Part.     | Goles     | Part.          | Goles          | Part. | Goles |
| ------- | ----- | --------- | --------- | -------------- | -------------- | ----- | ----- |
| FC Gifu | 2011  | 9         | 1         | -              | -              | 9     | 1     |
| FC Gifu | 2012  | 1         | 0         | -              | -              | 1     | 0     |
| Total   | Total | 10        | 1         | 0              | 0              | 10    | 1     |